# Uthai Thani
Uthai Thani, (thai:  อุทัยธานี) är en provins (changwat) i centrala Thailand. Provinsen hade år 2000 304 122 invånare på en areal av 6 730,2 km². Provinshuvudstaden är Uthai Thani town.

## Administrativ indelning
Provinsen är indelad i 8 distrikt (amphoe). Distrikten är i sin tur indelade i 70 subdistrikt (tambon) och 642 byar (muban). 